# Тертон (футбольний клуб)
Тертон (англ. Terton Football Club) — бутанський футбольний клуб з міста Тхімпху. Після вильоту з Суперліги Бутану виступає в Лізі Дзонгхаг.

## Історія
Заснований у 2015 році. У своєму дебютному сезоні в професіональному футболі виграв Лігу Тхімпху з 28-ма набраними очками та отримав призові 400 000 нгултрумів. У Лізі Тхімпху програли двічі: 3:5 «Друк Старз» та 1:3 майбутньому срібному призеру турніру. Завдяки цьому «Тертон» кваліфікувався до Національної ліги, в якій із 22 набраними очками також став чемпіоном. У фінальному матчі плей-оф за чемпіонство обіграв з рахунком 4:2 «Тхімпху Сіті» та виграв призові 10 мільйонів нгултрумів. Однак успішний попередній сезон клуб не зміг повторити, у сезоні 2016 року навіть не вдалося пройти кваліфікацію до Національної ліги через Лігу Тхімпху. З 14-ма набраними очками команда фінішувала на 6-му місці.
Команда все ж отримала путівку до Кубок АФК 2017. У першому кваліфікаційному раунді в серпні 2016 року у групі разом з ФК «Татунг» та «Шейх Расселом» команда посіла перше місце з чотирма очками, що фактично могло б кваліфікувати клуб для раунду плей-оф. Однак, оскільки в листопаді 2016 року прийнято рішення про зміну формату турніру, тому результати першого кваліфікаційного етапу були анульовані. Новий етап кваліфікації відбувся у січні та лютому 2017 року, але «Тертон» вже не брав участі, натомість у турнірі виступав тогочасний чинний чемпіон Бутану «Тхімпху Сіті».
Сезон 2017 року в Лізі Тхімпху закінчився для клубу пониженням в класі. За підсумками «Тертон» не набрав жодного очка. Однак, відігравши один сезон у B-Дивізіоні, з 20-ма набраними очками повернувся до А-Дивізіону.
Сезон 2019 року вперше взяв участь в 1-коловій Суперлізі, новому другому дивізіоні чемпіонату країни. Набравши сім очок, команда фінішувала лише сьомою. Таким чином, команда вийшла в груповий етап нової Ліги Тімпху, набравши вісім очок у чотирьох матчах, вийшли у плей-оф. У півфіналі з рахунком 1:0 «Тертон» поступився «Тенсунгу».

## Статистика виступів на континентальних турнірах
| 2017 | Кубок АФК | Кваліфікація | «Татунг»      | 0–0 |
| 2017 | Кубок АФК | Кваліфікація | «Шейх Рассел» | 4–3 |

## Досягнення
- Ліга Тхімпху
  -  Чемпіон (1): 2015[7]

- Національна ліга Бутану
  -  Чемпіон (1): 2015[8]

- Національна ліга Бутану з футзалу
  -  Чемпіон (1): 2013, 2014

## Відомі гравці
- Церінг Дорджи